# مارينيلا
مارينيلا بلدة في كولومبيا تقع في إدارة أنتيوكيا ، وهي إحدى البلديات التسع التي تُشكل الهضبة الشرقية في أنتيوكيا، تحدها بلدية سان فيسينتي شمالاً، وإل بينول شرقاً، وإل سانتواريو جنوباً، وإل كارمن دي فيبورال وريونجرو غرباً، تُعرف باسم "إسبرطة الكولومبية" لأن أبناء مارينيلا شاركوا في معارك عديدة وقادوها خلال فترة الاستقلال، أصبحت مارينيلا مركزًا ثقافيًا رئيسيًا لأنتيوكيا وكولومبيا.